# Tod von Chan Yin-lam
Chan Yin-lam (chinesisch: 陈彦霖), eine 15-jährige Schülerin aus Hongkong, starb am oder kurz nach dem 19. September 2019. Ihre Leiche wurde am 22. September 2019 im Meer in der Nähe des Kwun Tong Distrikts gefunden. Nach einer vorläufigen Autopsie erklärte die Polizei, dass kein Mordverdacht bestehe, während Demonstranten der Hongkong-Proteste nach dem Leichenfund unverzüglich damit begannen, Verschwörungstheorien zu verbreiten und zu behaupten, Chan wäre von den Hongkonger Behörden ermordet worden. Chans Mutter erklärte, dass Chan psychische Probleme hatte, und bat die Demonstranten aufzuhören, ihren Tod als politisches Werkzeug zu missbrauchen. Infolgedessen begannen die Demonstranten jedoch, die Mutter zu tyrannisieren.

## Hintergrund
Chan Yin-lams Eltern lebten voneinander getrennt. Sie hatte einen "komplizierten" familiären Hintergrund und eine Geschichte des Weglaufens von zu Hause. Vor ihrem Verschwinden war sie in einem Mädchenheim untergebracht.
Laut mehreren Familienmitgliedern, Ärzten und Bekannten litt Chan an einer psychischen Erkrankung. Chans Vater selbst wurde mehrmals monatelang aufgrund von Psychose-Episoden hospitalisiert.
Sie besuchte das Pok Oi Hospital Tang Pui King Memorial College und arbeitete in einem Teilzeitjob in einer Gaststätte. Medienberichten zufolge hatte Chan Preise bei schulübergreifenden Schwimmwettbewerben gewonnen. Nach Angaben ihrer Freunde und Mutter hatte sie im Juni Flugblätter für die Hongkong-Proteste verteilt, war jedoch bereits im Juli von ihnen desillusioniert. Die Polizei bestätigte, dass Chan auch nicht verhaftet worden war.

## Tod
Am 19. September um 14:15 Uhr verließ Chan eine Gruppe von Freunden in Mei Foo und sandte eine Nachricht an einige Freunde, dass sie nach Hause gehen würde. Auf Überwachungsaufnahmen des Hongkong Designinstituts ist jedoch zu sehen, dass sie barfuß den Campus in Richtung der Uferpromenade verließ. Freunde gaben eine Vermisstenanzeige auf, nachdem sie nicht wieder aufgetaucht war; ihre Familie rief am 21. September die Polizei.
Die Hongkonger U-Bahn bestätigte, dass Chan ein Mobiltelefon und einige Schreibwaren in der Nähe eines Ausgangs der Station Tiu Keng Leng zurückließ und das Personal ihre Familienmitglieder kontaktierte.
Am 22. September um 11 Uhr sah ein Mann, der beim Fischen war, 100 m vor der Küste Kwai Lings ein schwimmendes Objekt mit menschlicher Gestalt. Polizeiboote wurden entsandt, und es wurde die nackte Leiche einer weiblichen Person gefunden. Am 9. Oktober bestätigte die Polizei, dass es sich bei der Leiche um Chan handelte. Eine Autopsie fand keine Wunden oder Prellungen an ihrem Körper und keine Anzeichen eines sexuellen Übergriffs. Nach dem Leichenfund vermutete die Polizei ursprünglich einen Mord, änderte die Kategorisierung aufgrund der Autopsie und Beweislage jedoch in "Leiche gefunden". Die Untersuchungen wurden nach über einem Jahr mit einer richterlichen Feststellung auf unbekannte Todesursache eingestellt, da die Beweislage zwar auf einen Suizid hindeutete, eine solche Klassifizierung jedoch nur stattfindet, wenn es unwiderlegbar ist, dass der eigene Tod beabsichtigt war (z. B. durch einen Abschiedsbrief). Changs Leiche wurde am 10. Oktober eingeäschert.

## Verschwörungstheorien und Belästigung von Chans Mutter
Nach ihrem Tod tauchten in den sozialen Medien Verschwörungstheorien auf, die behaupteten, dass die Polizei und Regierungsbeamte Chan wegen ihrer Teilnahme an den Hongkong-Protesten 2019 ermordet hätten.
In einem Interview mit TVB News am 17. Oktober sagte Chans Mutter, Ho Pui-yee, dass sie, nachdem sie sich alle relevanten Aufnahmen der Überwachungskameras angesehen hatte, überzeugt davon sei, dass der Tod ihrer Tochter ein Selbstmord war. Sie sagte, dass Chan emotional instabil war und vermutet, dass Chan unter einer Psychose litt, da Chan wiederholt Halluzinationen erfuhr, die sie zuvor mehrmals am Schlafen gehindert hatten. Die Sozialarbeiterin Wong Yin-lai gab an, dass Chan im März 2019 versuchte, sich mit einer Plastiktüte zu ersticken, wofür sie in das Tuen Mun Krankenhaus eingeliefert wurde. Der Arzt Lam Chi-pang gab an, dass Chan Selbstverletzungsabsichten hatte und er bei ihr eine akute Belastungsstörung und eine oppositionelle Trotzstörung diagnostiziert hatte. Als sachverständige Gutachterin sagte die forensische Psychiaterin Robyn Ho, dass Chan Symptome mehrerer psychischer Erkrankungen zu zeigen schien und dass ihre Symptome, wie ihr verwirrter Geisteszustand, ihr launisches Verhalten und ihre Beschwerden über das Hören nicht vorhandener Stimmen darauf hindeuteten, dass sie an einem frühen Stadium einer Psychose litt. Sie wies auch auf Chans erhöhtes Risiko für psychische Erkrankungen aufgrund ihrer Familiengeschichte hin, da ihr Vater aufgrund seiner Psychose mehrmals und für mehrere Monate am Stück hospitalisiert worden war. Laut Ho zeigte Chans Verhalten in der Zeit vor dem Tod Anzeichen für einen möglichen psychotischen Ausbruch.
Auch nach der Autopsie, der Veröffentlichung von Überwachungsvideos und dem Appell der Mutter, Chans Tod nicht als politisches Werkzeug zu missbrauchen, behaupteten Demonstranten weiterhin, dass das Mädchen auf den Überwachungsvideos eine Schauspielerin und nicht Chan Yin-lam sei. Bei der Untersuchung des Gerichtsmediziners identifizierten Chans Familienmitglieder, Sozialarbeiter und Freunde das Mädchen auf dem Filmmaterial jedoch als Chan. Ho Yun-loi, ihr Großvater, fügte hinzu, dass er Chan am Morgen des 19. September in derselben Kleidung gesehen habe.
Ungefähr 1000 Demonstranten beschuldigten das Hongkonger Designinstitut, das die Überwachungsvideos veröffentlichte, jedoch weiterhin, die Situation herunterzuspielen. Maskierte Demonstranten vandalisierten die Einrichtungen und Ausstattung des Campus zwei Tage lang, sodass schließlich die Polizei gerufen werden musste.
Chans Mutter erklärte, dass sie seit dem Tod ihrer Tochter "gedoxxed" wurde, sie bei der Arbeit belästigt wird, zu jeder Tageszeit böswillige Anrufe erhält und sich kaum noch traut, ihr Haus zu verlassen. Am 24. August 2020 begann eine Gruppe von Demonstranten, Chans Mutter zu bedrängen und beschimpfte sie unter anderem als "Scheinmutter" und "Schauspielerin", als sie die Anhörung der Untersuchungsrichter verließ.